# Tenthredo colon
Tenthredo colon är en stekelart som beskrevs av Johann Christoph Friedrich Klug 1817. Tenthredo colon ingår i släktet Tenthredo, och familjen bladsteklar. Arten är reproducerande i Sverige.

## Bildgalleri

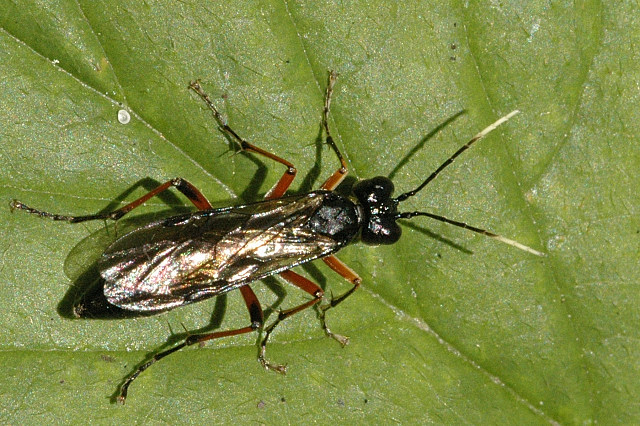